# Feodora af Rosenborg
Feodora Mathilde Helena af Rosenborg (født 27. februar 1975 i Frederikssund som Feodora Mathilde Helena komtesse af Rosenborg) Hun er oldebarn af Kong Christian X, grandniece til Dronning Margrethe.

## Familie

### Forældre
Feodora af Rosenborg er den yngste datter af Grev Christian og Grevinde Anne Dorte af Rosenborg. Hendes to storesøstre er tvillingerne Josephine af Rosenborg og Camilla af Rosenborg.

### Ægtefælle, børn og rang
Den 31. juli 2004 blev Feodora af Rosenborg gift med franskmanden Eric Hervé Patrice Patte (født 20. august 1976) i Holmens Kirke i København. Parret blev skilt i 2005 og fik ingen børn.
Den 8. september 2008 blev Feodora af Rosenborg gift med direktør, cand.merc. Morten Rønnow (født 18. juni 1968) på Københavns Rådhus. Feodora af Rosenborg beholder sin tidligere titel "af Rosenborg" som borgerligt efternavn, idet hun ikke har kunnet antage hverken sin tidligere eller sin nuværende mands efternavne ("Patte" eller "Rønnow")[kilde mangler]. Parret bor i Indre By i København med deres barn:
- Caroline-Mathilde Margrethe Rønnow af Rosenborg (født 2009)

Morten Rønnow er (ligesom Eric Patte) borgerlig og har ingen adelstitel – og derfor har parrets datter ingen adelstitel, da sådanne titler kun kan videregives gennem mænd (såkaldt agnatisk primogenitur).
Indtil hun blev gift, havde Feodora af Rosenborg (som komtesse af Rosenborg) plads i rangklasse II, nr. 2 i den danske rangfølge. Efter sit første ægteskab har hun ikke længere nogen plads i rangfølgen.

## Uddannelse og arbejde
Feodora af Rosenborg arbejder som sekretær hos Holmens og Østerbro Provsti.

## Britisk arveret
Feodora af Rosenborgs far Prins Christian til Danmark mistede sin arveret til den danske trone, og sin Prinsetitel, da han giftede sig i 1971, hvorfor hun ikke selv er arveberettiget dertil.
Gennem sin farmor Arveprinsesse Caroline-Mathilde (1912-1995) nedstammer Feodora af Rosenborg fra kong Georg 2. af Storbritannien. Derfor har hun og hendes efterkommere en meget fjern arveret til den britiske trone.

## Anetavle
Hun deler anetavle med sine søskende, Josephine af Rosenborg og Camilla af Rosenborg:
| P                             | I                            | II                                      |
| ----------------------------- | ---------------------------- | --------------------------------------- |
| Proband: Feodora af Rosenborg | Far: Christian af Rosenborg  | Farfar: Arveprins Knud                  |
| Proband: Feodora af Rosenborg | Far: Christian af Rosenborg  | Farmor: Arveprinsesse Caroline-Mathilde |
| Proband: Feodora af Rosenborg | Mor: Anne Dorte af Rosenborg | Morfar: Villy Maltoft-Nielsen           |
| Proband: Feodora af Rosenborg | Mor: Anne Dorte af Rosenborg | Mormor: Bodil Maltoft-Nielsen           |